# كارين لورانس (كاتبة)
كارين لورانس (بالإنجليزية: Karen Lawrence)‏ (5 فبراير 1951، وندسور في كندا)؛ كاتِبة، شاعرة وروائية أمريكية.